# Rue à Claques
La rue à Claques est une rue de Lille, dans le Nord, en France. 

## Situation et accès
Située dans le quartier du Vieux-Lille, la rue à Claques, est une rue qui relie la rue des Célestines à l' embranchement de la Place Saint-Joseph, avec la rue des Bonnes-Rappes. 

## Origine du nom
Le terme "claques" signifie dans le patois de Lille "fille indolente", "qui n'est bonne à rien".

## Historique
La rue est située à l'intérieur de l'espace de l'agrandissement de la ville de 1617-1622 autour de l'emplacement de l'ancien château de Courtrai détruit en 1577.
La rue a fait l'objet de fouilles archéologiques avec les rues voisines lors de la construction d'un parking souterrain ce qui a montré que celle-ci était à l'emplacement de ce château.
Les maisons de la rue ont été détruites vers 1990 celles des numéros impairs remplacées par un parking souterrain surmonté d'un petit espace vert, celles des numéros pairs (côté rue de Gand) par un immeuble d'habitation.